# Pino Tosini
Pino Tosini (Reggio nell'Emilia, 1924 – Orvieto, 2003) è stato un regista e sceneggiatore italiano.

## Biografia
Fra gli anni sessanta e ottanta dirige una decina di film, curandone in molti casi anche la sceneggiatura; il più significativo è sicuramente Un prete scomodo, dedicato alla figura controversa e carismatica di Don Lorenzo Milani, interpretato da Enrico Maria Salerno.

## Filmografia

### Regista e sceneggiatore
- Bocche cucite (1968)
- La casa delle mele mature (1971)
- I racconti romani di una ex novizia (1972)
- Un prete scomodo (1975)
- Una di troppo (1982)

### Regista
- Revenge (1969)
- Fratello ladro (1972)
- Una donna di seconda mano (1977)